# كهف سهولان المائي
كهف سهولان المائي هو ثاني أكبر كهف مائي في إيران بعد كهف علي صدر. يقع هذا الكهف في سلسلة جبال شاهقة وتُحاذيه اودية عميقة كثيفة الخضرة والأشجار وله مدخلان واقعان بين صخور عظيمة واشجار كبيرة. وتبلغ مساحة الكهف هكتارين اما ارتفاع سقفه عن سطح البحيرة الواقعة فيه فيبلغ 50 متر وعمق مياهه في بعض النقاط يبلغ 30 متر ودرجات الحرارة في داخله تختلف عن خارجه بمقدار 10 إلى 15 درجة. وقد تم تدوين هذا الكهف في قائمة الآثار الوطنية الإيرانية.

## الموقع
يقع هذا الكهف في محافظة (آذربايجان غربي)، شمال غرب إيران، حيث انه يقع في قرية سهولان وعلى مسافة 42 كيلومتر من مدينة مهاباد، و28 كيلومتر من مدينة بوكان حيث يقع الكهف بين هاتين المدينتين.

## تأريخ الكهف
كان كهف سهولان المائي في الأزمنة الغابرة مقر إقامة للإنسان القديم حيث تم اكتشاف العديد من القطع الأثرية فيه.

## خصائص الكهف
للكهف فتحتان نحو الناحية الجنوبية كما ويتميز بأمكانية التجديف بالقارب في داخل بحيرته ذات المياه الشفافة، كما ويقع هذا الكهف في سلسلة جبال شاهقة وتحاذيه اودية عميقة كثيفة الخضرة والأشجار وله مدخلان واقعان بين صخور عظيمة واشجار كبيرة، كما يحتوي الكهف في داخله مسطحات مائية طبيعية لايمكن اجتيازها إلا بواسطة الزوارق، اما مساحات الكهف فبعضها برية يمكن اجتيازها مشياً على الاقدام. والأخرى مائية والتي يبلغ طولها 300 متر، أما المسافة البرية فيبلغ طولها 250 متر.

## معلومات سريعة
| التركيبة الجيولوجية للكهف | برمائية، الحجر الجيري. |
| المسافة المائية           | يبلغ طولها 300 متر.    |
| المسافة البرية            | يبلغ طولها 250 متر.    |
| مساحة الكهف               | 2 هكتار.               |
| متوسط عمق المياه          | 22 متر.                |
| اقصى عمق للمياه           | 52 متر.                |
| محتوى الرطوبة             | من 70% إلى 75%.        |
| درجة الحرارة في الكهف     | 5-10 °C                |
| نوع الرواسب داخل الكهف    | الجيرية                |
| مساحة القاعة الرئيسية     | 42 متر إلى 58 متر.     |
| ارتفاع سقف الكهف          | 50 متر                 |

## معرض الصور[7]

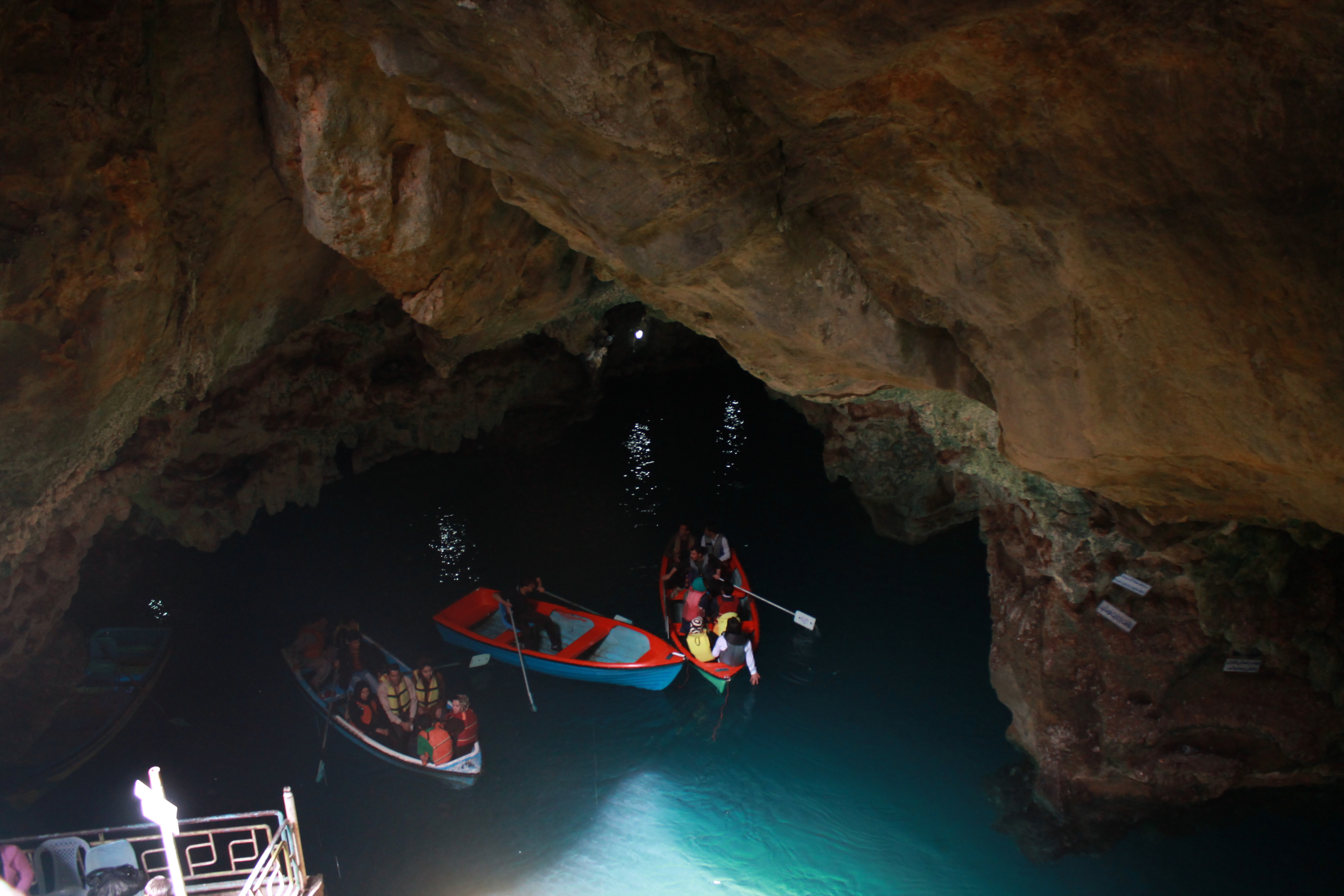
التجديف بالقوارب داخل كهف سهولان
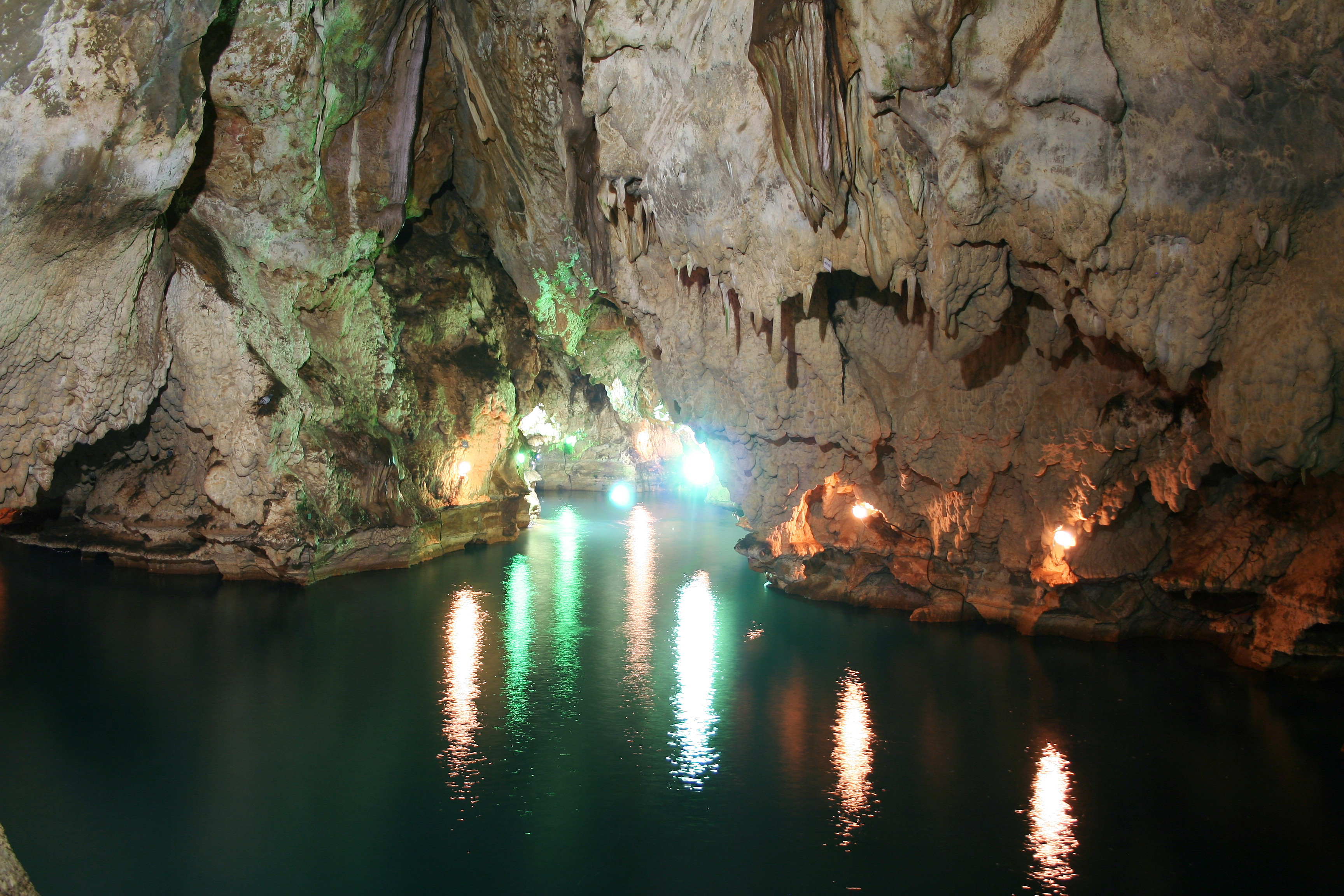
كهف سهولان
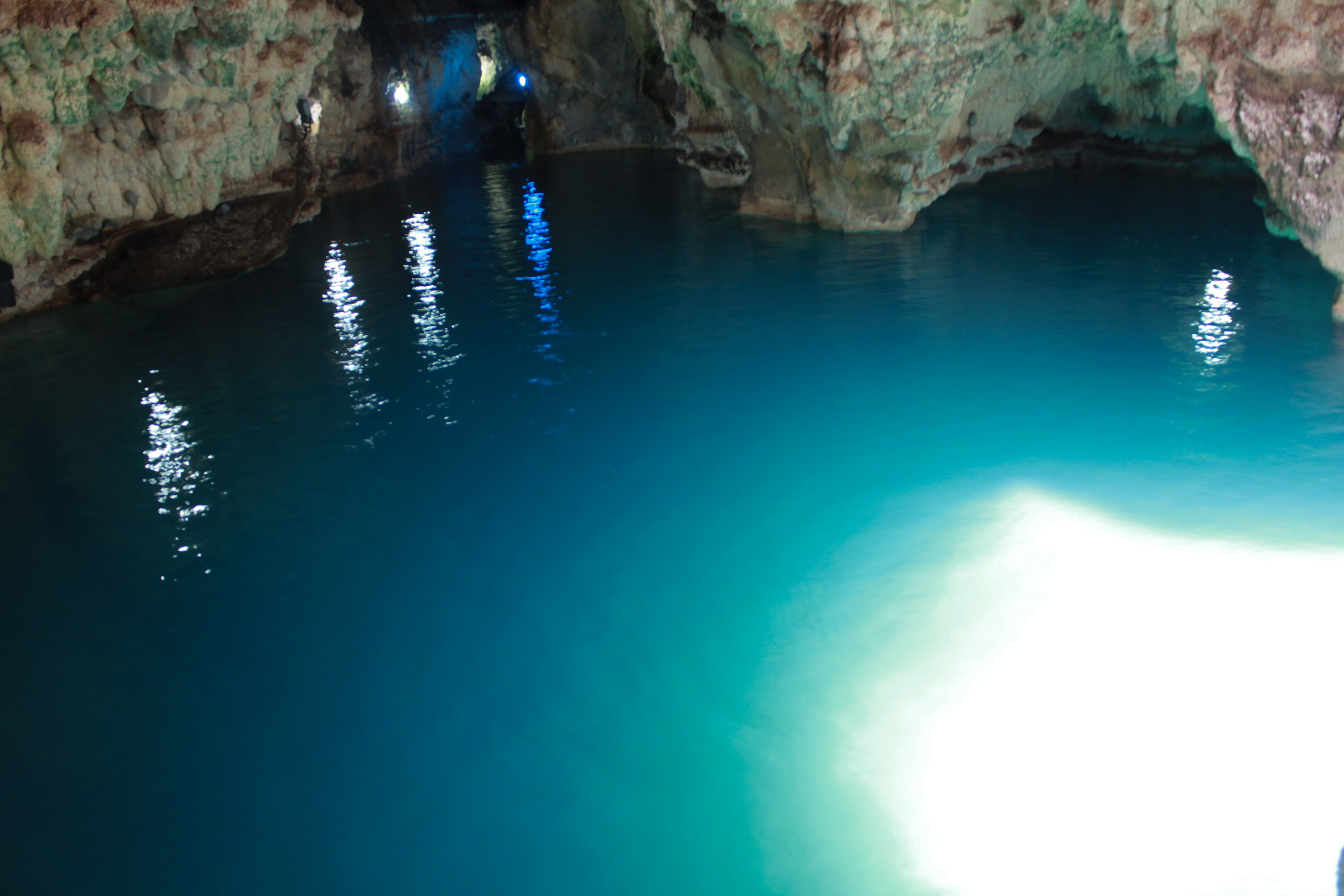
بحيرة كهف سهولان ذات المياه الشفافة